# Leopold von Hoesch

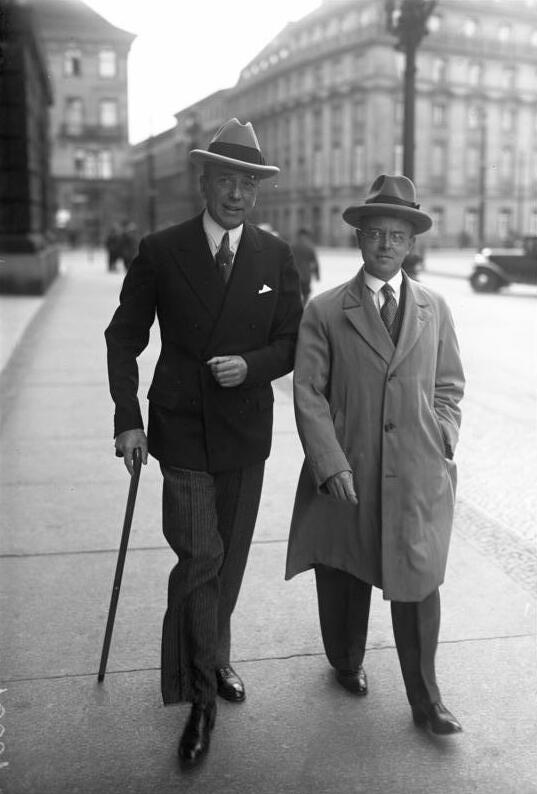
Leopold von Hoesch (links), 1932

Leopold von Hoesch (geboren 10. Juni 1881 in Dresden; gestorben 10. April 1936 in London) war ein deutscher Diplomat.

## Leben
Leopold von Hoesch entstammte der deutschen Industriellenfamilie Hoesch und war Sohn des 1912 in den erblichen Adelsstand erhobenen Industriellen Hugo von Hoesch (1850–1916) und der Mathilde Friederike von Schoeller (1857–1913), Tochter des Montanindustriellen Gustav Adolph von Schoeller.
Seine Schulbildung erhielt Hoesch ab 1894 vorrangig im Privatunterricht. Zu Ostern 1900 legte er das Abitur am Vitzthumschen Gymnasium in Dresden ab. Daraufhin studierte er Rechtswissenschaft an den Universitäten in Genf, Heidelberg, München und Leipzig. 1902 wurde er im Corps Saxo-Borussia Heidelberg recipiert. Das Studium schloss er im Februar 1905 mit dem 1. Juristischen Examen ab und begann im Juli als Referendar im königlich sächsischen Justizdienst in Pirna. Während der Studienzeit leistete er ab Oktober 1900 bei den sächsischen Gardereitern seinen Militärdienst ab. Zeitgleich mit dem Studienabschluss endete diese Ausbildungszeit als Offizier und er wurde am 22. April 1905 zum Leutnant befördert. Durch den sächsischen Justizdienst erfolgte Anfang 1907 seine Abordnung zur Dresdner Bank nach Berlin. Von hier aus wurde er im April zur Dienstleistung in die Filiale der Bank nach London beordert. Ab 23. August 1907 begann er im Auswärtigen Amt eine diplomatische Laufbahn. Zunächst wurde er an der deutschen Gesandtschaft in Peking bis zum 21. Mai 1908 als Attaché eingesetzt. Um sich jedoch auf seine Promotion zu konzentrieren, wurde er auf eigenen Wunsch danach entlassen. Am 11. Juni 1909 wurde er in Leipzig zum Dr. iur. promoviert.
Daraufhin wurde Hoesch erneut ins Auswärtige Amt einberufen, er setzte seine diplomatische Laufbahn fort und wurde ab 14. Juli 1909 an der deutschen Botschaft in Paris als Attaché eingesetzt. Nach einem Jahr erfolgte erneut ein Wechsel ab März 1910 zur Wahrnehmung der Geschäfte des 2. Sekretärs an der deutschen Botschaft in Madrid. Zum Jahresende kehrte er nach Deutschland zurück und wurde ab Januar 1911 in der Abteilung IA (Politik) im Auswärtigen Amt in Berlin eingesetzt. Hier legte er auch im Februar 1912 seine diplomatische Prüfung ab. Diesen wichtigen beruflichen Abschluss in der Tasche führte ihn sein nächster Weg ab März 1912 als Legationssekretär an die deutsche Botschaft nach London. Dieser Einsatz war nur von kurzer Dauer, denn zum September wurde er für eine kommissarische Beschäftigung wieder ins Auswärtige Amt, Abteilung IA, gerufen. Nach Ablauf dieses Einsatzes kehrte er im Oktober 1912 als 3. Sekretär an die deutsche Botschaft in London zurück. Mit Beginn des Ersten Weltkriegs wurde er zum Militärdienst einberufen und kämpfte von August 1914 bis Anfang 1915 an der Front, zuletzt im Rang eines Oberleutnants. Um daraufhin, wie gefordert in besonderer Mission tätig werden zu können, wurde er in den einstweiligen Ruhestand versetzt. Dieser außerordentliche Einsatz führte ihn ab März 1915 zuerst nach Sofia, wo er von Januar bis März 1916 die kommissarische Leitung der Gesandtschaft übernahm. Von hier wechselte er nach Konstantinopel, wo seine kommissarische Beschäftigung von Juni 1916 bis September 1917 dauerte. Ab August 1917 war er wieder im Auswärtigen Amt in der Abteilung IA (Politik) eingesetzt und war dabei unter anderem Delegationsmitglied bei den Friedensverhandlungen in Brest-Litowsk und Bukarest. Im Folgejahr erhielt er im April den Charakter eines Legationsrates und wurde daraufhin ab August 1918 zu erneuter kommissarischen Beschäftigung an die Gesandtschaft in Kristiania, dem heutigen Oslo, geschickt. Mehrfach hatte er hier bis November 1919 die kommissarische Leitung der Gesandtschaft inne.
In den ersten Wochen der Weimarer Republik wurde von Hoesch im Oktober 1919 nach Madrid entsandt. Nachdem er dann am 7. November 1919 auf die Weimarer Verfassung vereidigt worden war, übernahm er die deutsche Gesandtschaft in Madrid am 6. Dezember 1919 als Geschäftsträger. Ab Mitte des Jahres 1920 wurde er zeitweilig als „fliegender“ Legationssekretär eingesetzt und ab 31. Januar 1921 als Botschaftsrat in Paris tätig. Während der Zeit der Ruhrbesetzung  war von Hoesch ab November 1923 kommissarisch die Leitung der deutschen Botschaft in Paris übertragen worden. Das erfolgte nicht zuletzt auf Betreiben des französischen Ministerpräsidenten Raymond Poincaré, so dass Hoesch am 17. Februar 1924 das Beglaubigungsschreiben der deutschen Regierung als Botschafter übergeben konnte. Insbesondere bei den Präliminarien (Vorvertragsverhandlungen) über das Vertragswerk von Locarno tat er sich als Vermittler zwischen Reichsaußenminister Gustav Stresemann und dem französischen Außenminister Aristide Briand hervor. Nachdem Konstantin Freiherr von Neurath (1873–1956) am 2. Juni 1932 zum Reichsminister des Auswärtigen berufen wurde, trat Leopold von Hoesch am 2. November 1932 dessen Nachfolge als Botschafter in London an. Ab Anfang 1933 wurde Leo Geyr von Schweppenburg (1886–1974) Militärattaché auf der Botschaft in London und enger Vertrauter des Botschafters. Unter den deutschen Missionschefs der Zwischenkriegszeit galt von Hoesch als der fähigste Diplomat. Zu seinen persönlichen Gegnern sollte nach 1933 recht schnell Joachim von Ribbentrop zählen. Der Grund für diesen Konflikt lag vor allem in den völlig verschiedenartigen politischen Haltungen und charakterlichen Verhaltensweisen beider Personen. Die Tatsache dann, dass von Ribbentrop im Amt eines „außerordentlichen Botschafters in besonderer Mission“ sich maßgeblich in die politischen Abläufe in London einmischte und im Juni 1935, unter brüskierendem Ausschluss von Hoesch, das deutsch-britische Flottenabkommen ausgehandelt hatte, verschärfte die Kontroverse mehrfach.
Von Hoesch verfügte über gute Beziehungen zum britischen Königshaus und zu Kriegsminister Alfred Cooper. Dies war nur einer der Faktoren, weshalb er allmählich das Vertrauen von Adolf Hitler und Hermann Göring erlangte. König Eduard VIII. charakterisierte ihn als „Guten Diplomatischen Vertreter des Deutschen Reichs, und schlechten Vertreter des Dritten Reichs“. Hoeschs Warnungen vor einem deutschen Einmarsch in die entmilitarisierte Zone des Rheinlands, durch den der als Lebenswerk des Diplomaten angesehene Locarno-Vertrag von 1925 zerrissen wurde, blieben von Hitler ungehört. Auch erwies sich der durch ihn am 21. März 1936 nach Berlin übermittelte Eindruck, dass „Europa nur knapp an einem Brand vorbeigekommen sei“, angesichts der Reaktionen der Westmächte als übertrieben.

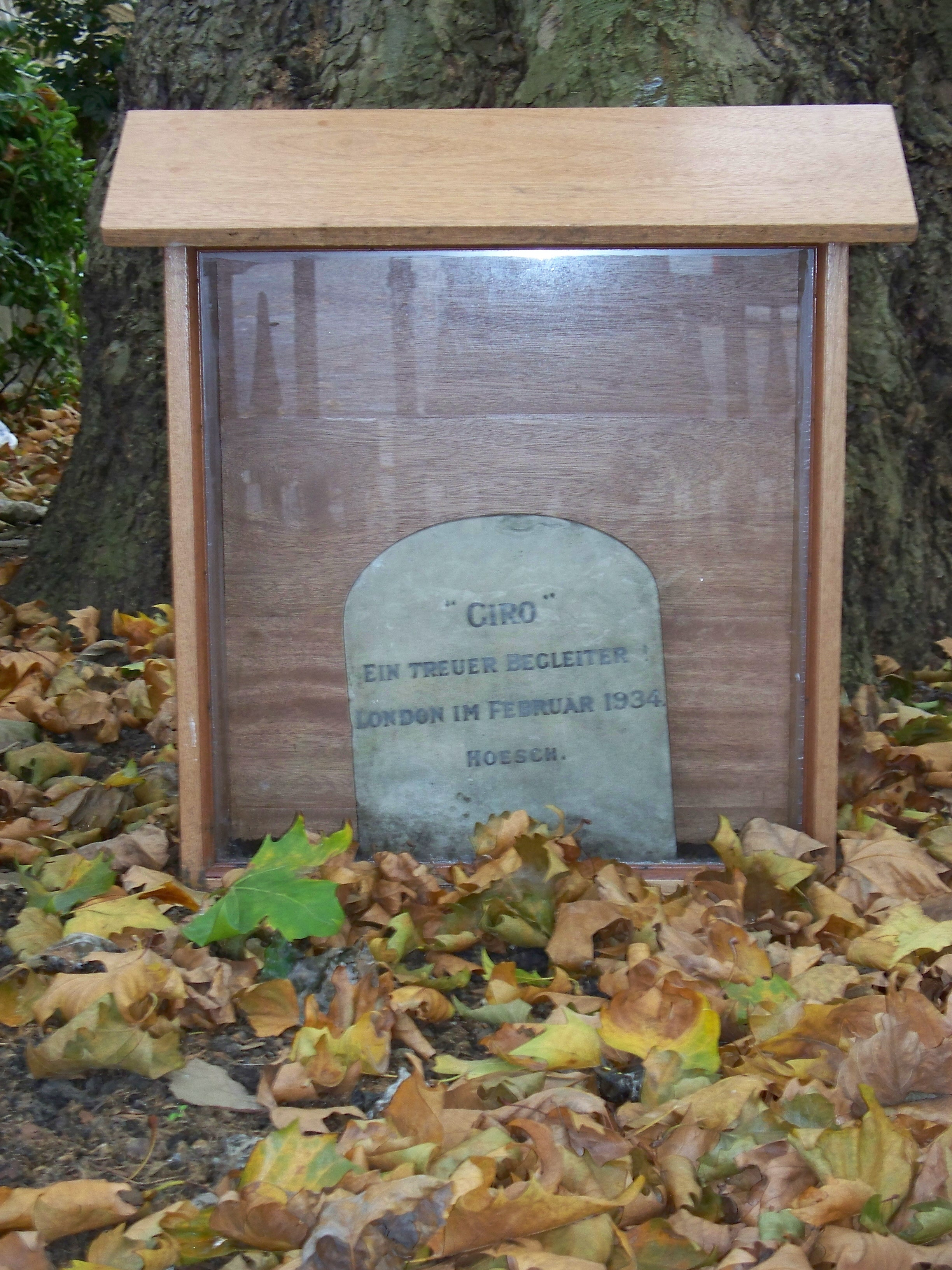
Giro der Hund – sein Grab ist außerhalb der ehemaligen deutschen Botschaft in London.

Leopold von Hoesch erlag am 10. April 1936 einem Herzschlag. Als Ehrenbezeigung wurden seine sterblichen Überreste mit einem britischen Kriegsschiff nach Deutschland überführt und auf dem Trinitatisfriedhof in Dresden beigesetzt.  Kurz nach seinem Tod kursierten in der britischen Boulevardpresse Spekulationen über einen angeblichen Suizid des Botschafters oder über seine Ermordung durch die Gestapo. Im August 1936 übernahm dann Joachim von Ribbentrop seinen Posten als Botschafter in London.